# Rigshospitalets Kollegium
Rigshospitalets Kollegium (RHK) er et kollegium i Universitetsparken på Nørrebro i København. På kollegiet bor 414 studerende fordelt på 28 køkkener. Kollegiet kendes under sloganet "byens førende" og har over 70 udvalg, der alle hjælper til at øge det sociale liv.
Kollegiet er opført i 1971, er en selvejende institution og er en afdeling i Dansk Almennyttigt Boligselskab.